# Pedro Peixoto
Pedro Peixoto (n. Lisboa - m. "Casa professa de São Roque", Lisboa, 8 de outubro de 1686), padre jesuíta (1619) e qualificador do Santo Ofício.
Mereceu a estima dos outros investigadores do seu tempo "pela recta intenção com que escrevia". "Era muito aplicado na genealogia, em que escreveu muito, com grande acerto, e com muita individualização sobre a família de Peixotos da qual pertencia".
Ensinou muitos anos teologia na Universidade de Coimbra e "foi muito douto na Escrituras Sagradas".
Era filho de Lourenço Peixoto Cirne, fidalgo da Casa Real, governador de Rio Grande no Brasil, e de D. Catarina ou D. Maria Sequeiros e Vasconcelos, filha herdeira de Cristóvão de Sequeira de Alvarenga

## Obra
- «Sacer Hercules» M.S.[5]
- «Commentaria in Horatium in Flacum» M.S.[6]
- «Descripção da província de Entre o Douro e Minho, e de seus varões insignes, com as suas origens, gerações, e progressos» M.S.
- «Tratado da família dos Peixotos, e o que obrarao os deste apelido» M.S.[3]